# Ibai Salas
Ibai Salas Zorrozua (Bilbao, 4 juli 1991) is een Spaans-Baskisch wielrenner.

## Carrière
Als junior won Salas in 2009 het eindklassement van de Ronde van Besaya.
Tijdens een stage bij Caja Rural-Seguros RGA in 2013 nam hij deel aan de Wielerweek van Lombardije en de Ronde van de Vendée, maar tot een profcontract kwam het niet. In plaats daarvan tekende hij in 2014 bij Burgos-BH. In zijn eerste seizoen bij die ploeg werd hij onder meer twaalfde in de Ronde van La Rioja en veertiende in de Circuito de Getxo, waar hij het een jaar later vier plaatsen beter zou doen. Na het seizoen 2017, waarin Salas onder meer zevende werd in de Klasika Primavera en zeventiende in het eindklassement van de Ronde van Madrid, deed zijn ploeg een stap hogerop, waardoor Salas in 2018 prof werd.
In 2020 werden er afwijkende waarden vastgesteld in zijn bloedpaspoort. Hij kreeg een dopingschorsing van vier jaar en alle resultaten vanaf 25 januari 2017 werden geschrapt.

## Overwinningen
2009
Eindklassment Ronde van Besaya

## Ploegen
- 2013 –  Caja Rural-Seguros RGA (stagiair vanaf 1-8)
- 2014 –  Burgos-BH
- 2015 –  Burgos BH
- 2016 –  Burgos BH
- 2017 –  Burgos BH
- 2018 –  Burgos-BH

Buru · Cubero · del Pino · López · Martín · Merino · Riutort · Robredo · Salas · Solé · Torres
Belda · Castrillo · Cubero · Jiménez · Jurado · Linares · López · Merino · Quiroz · Robredo · Rojo · Ruiz · Salas · Torres
Cabedo · Cubero · Ezquerra · González · Herklotz · Langellotti · López · Mamykin · Mendes · Merino · Mitri · Robredo · Rubio · Salas · Sessler · Simón · Torres